# 水府四
獵戶座69，又名BD+16 1035，HD 42545、SAO 95365、HR 2198，是獵戶座的一颗恒星，视星等为4.95，位于銀經194.13，銀緯-1.12，其B1900.0坐标为赤經6h 6m 17.2s，赤緯+16° -1.12′ 11″。